# Озеро Справедливості
Озеро Справедливості (лат. Lacus Bonitatis) — маленька морська ділянка на Місяці, в східній частині видимого боку. Довжина — близько 130 км, ширина — до 60 км. Назва цього озера з'явилася на карті, виданій 1974 року Військовим картографічним агентством США для НАСА, і 1976 року була затверджена Міжнародним астрономічним союзом.

## Розташування й суміжні об'єкти
Координати центра Озера Справедливості — 23°12′ пн. ш. 44°18′ сх. д. / 23.2° пн. ш. 44.3° сх. д.. За 70 км на південний захід від його берега лежить Затока Любові Моря Спокою, а за 200 км на південний схід — Море Криз. Окрім того, навколо нього є кілька дрібних безіменних морських ділянок. На північно-західному березі озера починаються Таврські гори.
Біля південно-східного краю озера лежить 65-кілометровий кратер Макробій, навколо якого розкидані численні його сателіти. Поруч із південно-західним берегом розташований 15-кілометровий кратер Есклангон. Три кратери околиць озера вирізняються великою яскравістю: Хілл та Кармайкл на південному заході та Траллес на північному сході.

## Опис
Озеро Справедливості тягнеться з північного сходу на південний захід приблизно на 130 км, а його ширина сягає 50–60 км. Воно має неправильну форму й перетяте посередині невеликим узвишшям. На його північному березі лежить 25-кілометровий залитий лавою кратер Макробій W — єдиний найменований кратер цього озера станом на 2015 рік.
В озері помітні промені сусідніх молодих яскравих кратерів, зокрема, Траллеса та Прокла. У маленькій морській ділянці, що межує з південним кінцем озера, є яскравий витягнутий кратер розміром близько 1 км, оточений метеликоподібним ореолом викидів. Такі кратери утворюються від ударів під малим кутом до горизонту.
Поверхня Озера Справедливості лежить на 1,1–1,4 км нижче за місячний рівень відліку висот — приблизно на одному рівні з сусідньою Затокою Любові та на 2 км вище за Море Криз.